# John Davenport (Politiker, 1752)

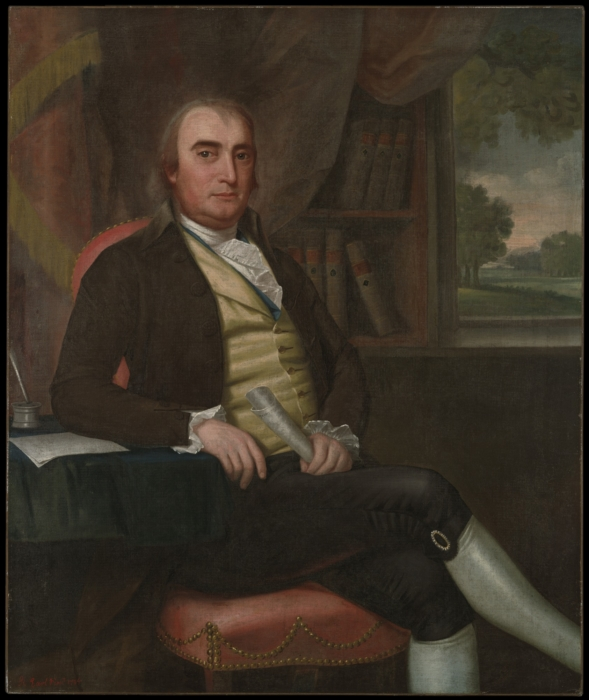
John Davenport (1791)

John Davenport (* 16. Januar 1752 in Stamford, Colony of Connecticut; † 28. November 1830 ebenda) war ein US-amerikanischer Rechtsanwalt, Offizier und Politiker (Föderalistische Partei).

## Werdegang
John Davenport war der ältere Bruder von James Davenport (1758–1797), der von 1797 bis 1799 ebenfalls Kongressabgeordneter für den Staat Connecticut war. Nach einer guten Grundschulausbildung besuchte er bis 1770 das Yale College. In den Jahren 1773 und 1774 hat er dort als Lehrer unterrichtet. Nach einem Jurastudium und seiner im Jahr 1773 erfolgten Zulassung als Rechtsanwalt begann er in Stamford in seinem neuen Beruf zu praktizieren. Während des Unabhängigkeitskrieges diente Davenport in der Kontinentalarmee. Dort brachte er es in der für Nachschub zuständigen Abteilung (Commissary Department) bis zum Major.
Zwischen 1776 und 1796 saß Davenport als Abgeordneter im Repräsentantenhaus von Connecticut. Er war Mitglied der von Alexander Hamilton gegründeten Föderalistischen Partei. Bei den staatsweit abgehaltenen Kongresswahlen des Jahres 1798 wurde er in das Repräsentantenhaus der Vereinigten Staaten gewählt. Nach acht Wiederwahlen konnte er bis zum 3. März 1817 neun zusammenhängende Legislaturperioden im Kongress absolvieren. Zwischen 1801 und 1803 war er Vorsitzender des Committee on Revisal and Unfinished Business. Während seiner Zeit im Kongress wurde das Staatsgebiet der USA durch den Louisiana Purchase von Präsident Thomas Jefferson im Jahr 1803 bedeutend vergrößert. Ebenfalls in Davenports Amtszeit fiel der Britisch-Amerikanische Krieg von 1812. Davenport erlebte auch den Umzug des Kongresses im Jahr 1800 in die neu gegründete Bundeshauptstadt Washington.
1816 lehnte John Davenport eine erneute Kandidatur ab. In den folgenden Jahren zog er sich aus der Politik zurück. Er verstarb 1830 in Stamford und wurde dort auf dem North Field Cemetery beigesetzt.